# Openholdem

## Descripción
Openholdem es una aplicación bot para simular a un jugador de poker en las versiones en línea de las casas de poker. Se puede descargar sus versiones compiladas o el código bajo licencia GPL
y modificarlo libremente. Openholdem usa un lenguaje script llamado oppl con extensión .ohf que permite la creación de perfiles, estos perfiles corresponden a las diferentes maneras y estrategias de jugar al poker.